# Kosmetisk behandling
Kosmetisk behandling er operative indgreb eller andre behandlinger, hvor det kosmetiske hensyn udgør den afgørende indikation, og hovedformålet er at forandre eller forbedre udseendet.
Operative indgreb og andre behandlinger, der har til hensigt at forandre eller forbedre udseendet, men som foretages på terapeutisk (medicinsk) indikation, er ikke omfattet af definitionen. Se i stedet rekonstruktionskirurgi eller rekonstruktiv behandling.
Kosmetisk behandling omfatter kosmetisk kirurgi, som også hører under betegnelsen plastikkirurgi.
Sundhedsstyrelsen har jf. autorisationsloven bemyndigelse til at fastsætte regler for kosmetiske behandlinger eller behandlingsmetoder, der medfører risiko for patientsikkerheden.
Sundhedsstyrelsen kan også fastsætte regler for, hvem der må udføre de forskellige behandlinger eller behandlingsmetoder, om det udstyr, der må anvendes, samt hvilken information, der skal gives til patienten forud for indgrebet.
De 5 mest populære kosmetiske behandlinger i Danmark medio 2007 er:
- Brystforstørrelse
- Øjenlågskirurgi
- Brystløft
- Fedtsugning
- Abdominalplastik (opstramning af maveskind)

I den vestlige populærkultur har der i en årrække været en voksende fokus på det ydre, og udviklingen ser ud til at fortsætte. Med udspring i USA har der i den vestlige verden bredt sig en markant stigning i antallet af personer, der får foretaget kosmetisk behandling.
Ifølge det amerikanske selskab af plastikkirurger American Society of Plastic Surgeons (ASPS) er antallet af kosmetiske behandlinger på amerikanske klinikker steget med 48 % fra 2000 til 2006. Der findes ikke tal på, hvordan udviklingen har været i Danmark.